# Mehmet Nuri Ersoy
Mehmet Nuri Ersoy (ur. 1968 w Stambule) – turecki biznesmen i polityk. Od lipca 2018 Minister Kultury i Turystyki Republiki Turcji.

## Życiorys
Ukończył szkołę German School of Istanbul, a następnie studia na Wydziale Administracji Biznesowej Uniwersytetu Stambulskiego. Pracował początkowo jako przewodnik turystyczny, aby następnie założyć firmę świadczącą usługi wycieczkowe. W 2000 roku rozpoczął świadczenie usług zakwaterowania hotelowego. Łącznie w branży turystycznej przepracował 33 lata.
Po wyborach prezydenckich w Turcji w 2018 roku, które zmieniły system z parlamentarnego na prezydencki, został mianowany przez Recepa Erdoğana Ministrem Kultury i Turystyki.